# Ораниенбаумская электрическая линия
«Ораниенбаумская электрическая линия» (неофициальное название — Оранэла) — уникальная железнодорожная линия, созданная в Петрограде в начале XX века вдоль Петергофской дороги, которая должна была связать Нарвскую заставу со Стрельной, Петергофом, Ораниенбаумом и Красной Горкой (общая длина — около 66 км). По сути, Ораниенбаумская электрическая линия — второй в Российской империи проект пригородных электропоездов, после созданной в 1901 в польском городе Лодзи. Сегодня это Стрельнинская линия Петербургского трамвая (36 маршрут).

## История

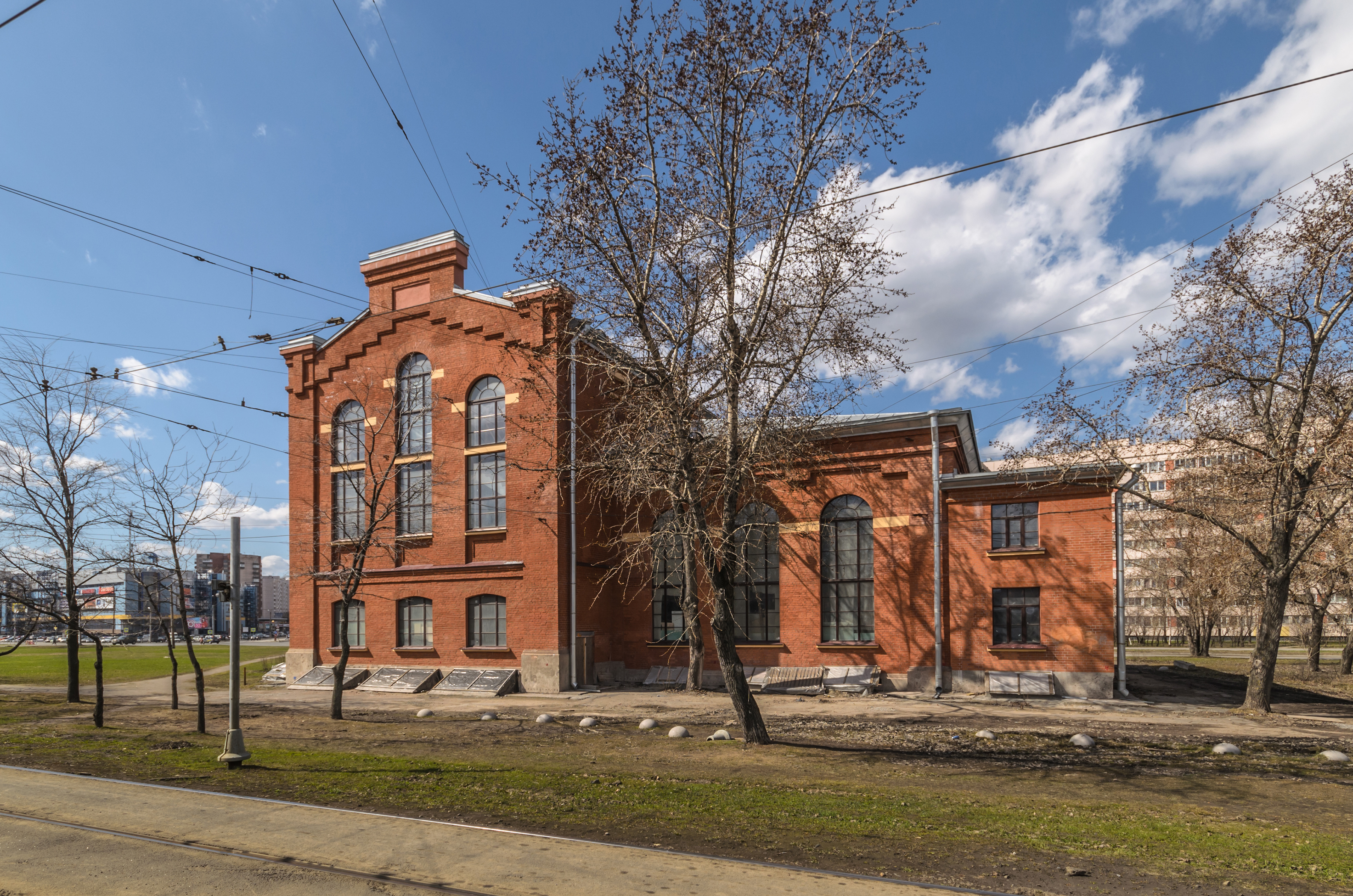
Бывшая Княжевская подстанция Ораниенбаумской электрической линии (проспект Стачек, дом № 91)

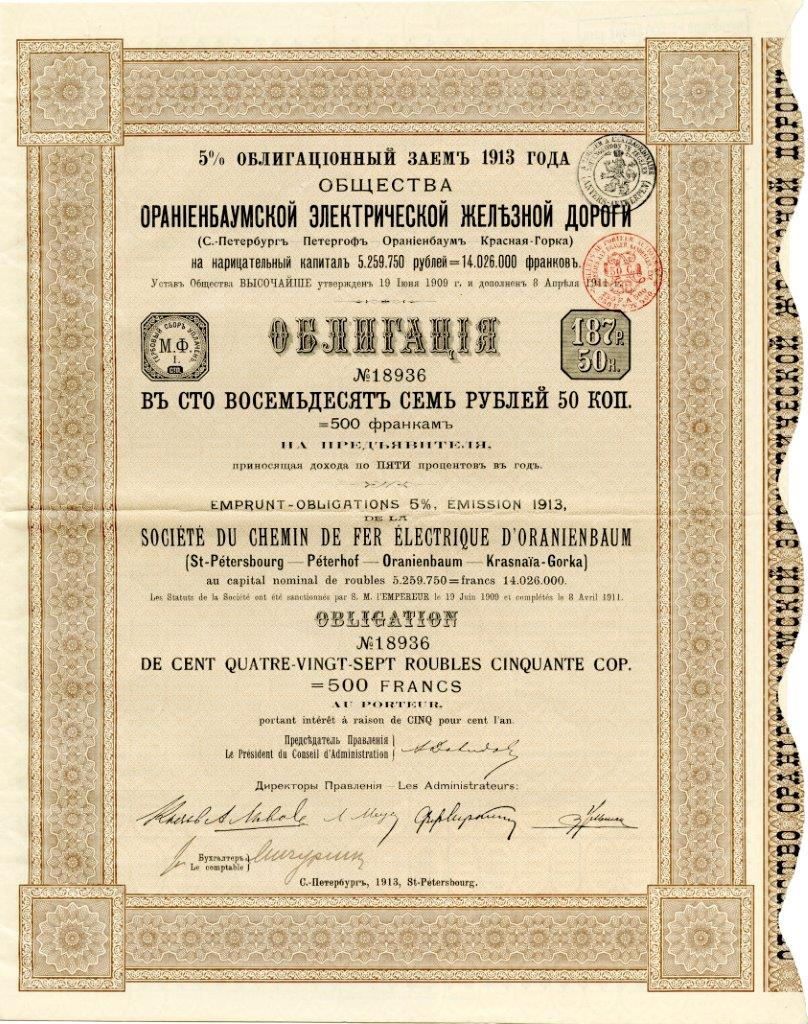
Облигация в 187,5 руб. (500 бельгийских франков) на предъявителя Общества Ораниенбаумской электрической железной дороги. С.-Петербург, 1913 г.

### Предпосылки строительства железной дороги
Идея прокладки трамвайной линии была выдвинута в 1898 Леонтьевым и Ковалинским, которые получили право на изыскания трассы будущей дороги. Их компаньоном был инженер и швейцарский консул Эжен Дюпон, которому принадлежало Товарищество конно-железных дорог в Санкт-Петербурге. По всей видимости ему и принадлежал первый проект. Дюпон с Леонтьевым, Ковалинским, а также банкирами Одье и Нецлинем учредили «Общество Санкт-Петербургских пригородных подъездных путей и электрических трамваев». Однако из-за смерти Дюпона в 1901 году Общество не смогло собрать нужный капитал и было признано несостоявшимся.
В 1906 году Станислав Александрович Бернатович (инженер или техник п.с.), который, в частности, представлял интересы Дюпона при строительстве Тверского трамвая, объявил себя автором проекта и предложил создание нового акционерного общества для строительства железной дороги от Казанского собора по руслу Екатерининского канала, который предполагалось засыпать, через Нарвскую площадь, Стрельну, Петергоф до Ораниенбаума.

Позже от идеи городской части дороги автор проекта отказался и наметил следующий маршрут:

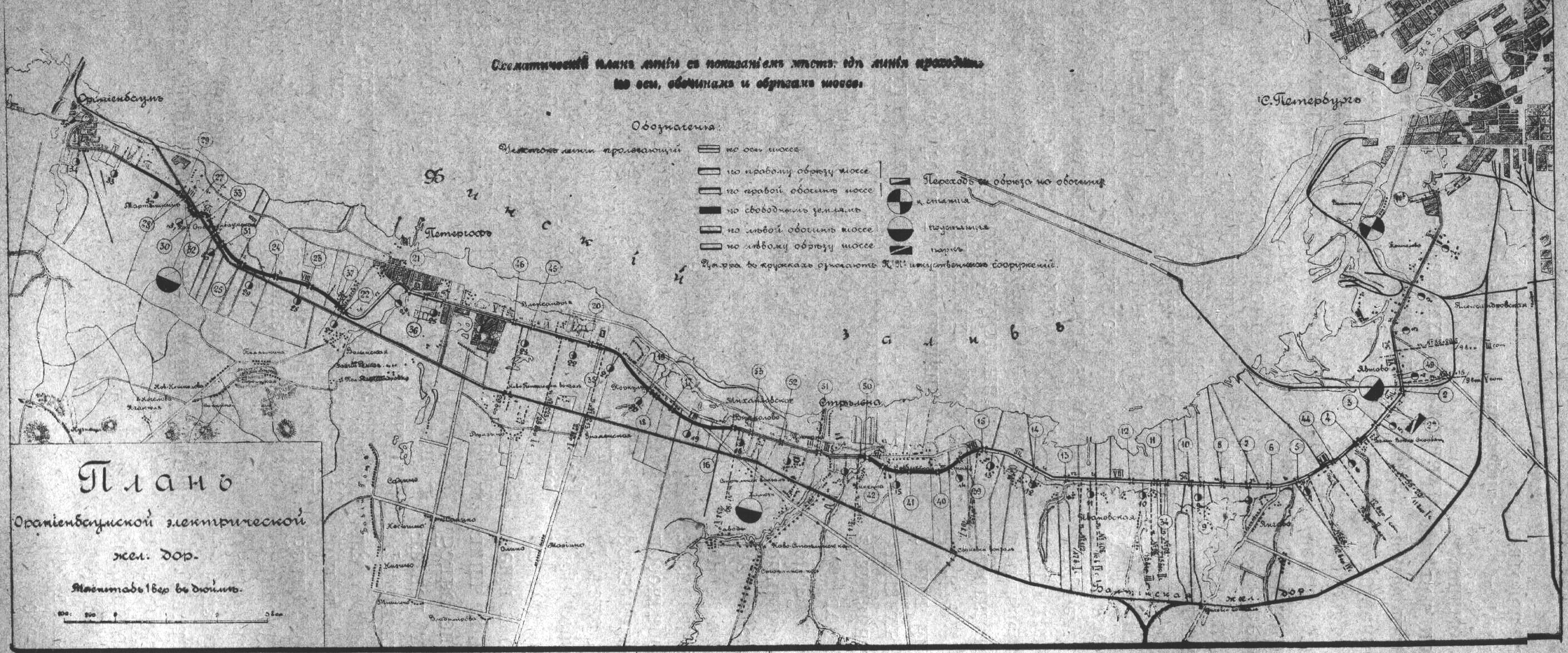
Проект первой очереди: Нарвские ворота — Ораниенбаум

Конечная остановка «Нарвские ворота» — Петергофская дорога (сначала правая обочина, потом левая) — Стрельна — Санкт-Петербургское шоссе (посередине) — Санкт-Петербургский проспект (посередине) в Петергофе — Петергофская улица (правая обочина) в Петергофе — до улицы Связи в Ораниенбауме вдоль железной дороги с правой стороны — переезд по железобетонному мосту на улице Связи на левую сторону — до Заводской улицы вдоль железной дороги по левой стороне — Заводская улица — Александровская улица (посередине) в Ораниенбауме — Иликовский проспект (посередине) — спуск по Манежной улице (посередине) до Дворцового проспекта — Петербургская улица (посередине) — конечная остановка «Привокзальная улица» у железнодорожного вокзала Ораниенбаума (на месте современного автовокзала).

### Строительство ОЭЖД (1909—1915)
В 1909 г. осуществление проекта перешло к «Обществу Ораниенбаумской электрической железной дороги» (Устав Высочайше утвержден 19 июня 1909 года), значительная доля акций в котором принадлежала бельгийским акционерам. В 1912 был уложен первый отрезок железнодорожного пути на участке Автово—Стрельна. В 1913 началось строительство линии по проекту инженера С. А. Бернатовича, который победил в конкурсе. Центральная электростанция строилась в границах Петербурга на берегу реки Екатерингофки, а три тяговые подстанции возводились в посёлке Княжеве (сохранилась постройка «кирпичного стиля» на проспекте Стачек вблизи Трамвайного проспекта), в Стрельне и Мартышкине (также сохранилась в составе бывшего механического завода вблизи путепровода). В Княжеве, рядом с Автово, появился вагонный парк с мастерскими (впоследствии трамвайный парк имени Котлякова, пр. Стачек, 114).
Участниками строительства и авторами технических усовершенствований были известные отечественные инженеры: профессор Политехнического института А. В. Вульф, будущий академик Г. О. Графтио, профессор Института инженеров путей сообщения Г. К. Мерчинг, будущий профессор ЛЭТИ А. А. Смуров. К военной осени 1914-го на протяжении 38 километров (до Мартышкина) было уложено двухпутное железнодорожное полотно, возведены искусственные сооружения и от Нарвских ворот до Стрельны подвешена контактная сеть. С началом Первой мировой войны пришлось отказаться от заказанных за границей составов и воспользоваться эвакуированными из Риги трамвайными вагонами.

### Запуск ОЭЖД (1915—1917)
Первый участок дороги от депо «Княжево» до Путиловского завода открылся для пассажирских перевозок только в декабре 1915, а в январе 1916 трамваи пошли по Петергофскому шоссе до Нарвских ворот. Центральная электростанция так и не была введена в эксплуатацию. Действовавший отрезок запитывался от городской сети, что делало технически невозможным движение трамвая дальше Стрельны. К лету революционного 1917 года работал участок от Нарвских ворот до Привала (развилки Нарвской и Петергофской дорог), позже — до Стрельны (протяжённость — около 25 км).

### Оранэла (1918—1929)
Ораниенбаумская электростанция имела два агрегата по 3 тыс. кВт каждый. В 1919 году в условиях наступления немцев они были эвакуированы и вывезены на копи Кизеловского угольного треста, где ещё весной 1918 года был составлен проект Кизеловской ГРЭС мощностью 15 тыс. квт. В отсутствие электрической тяги трамвайные составы, следовавшие по рельсам Оранэлы, подцепляли к паровозу. В 1920-е годы рельсы и шпалы от Стрельны до Ораниенбаума были демонтированы и использованы в Азербайджане.
В 1924 движение от Автова до Стрельны возобновилось.

### От электрички к трамваю (1929—1941)
В 1918 году Оранэла продолжила работу. После национализации дорога перешла в железнодорожное ведомство. Недостроенная дорога наполовину была разобрана. Оборудование центральной электрической станции в Волынкиной было снято и отправлено в Кизелский район (г. Губаха) современного Пермского края для строительства электростанции. В 1926 году заработала линия Баку – Сабунчи, рельсы для которой были сняты с участка Стрельна – Ораниенбаум. 
1 мая 1920 г. дорога стала называться «Ораниенбаумской электрической линией Северо-Западных железных дорог» или «ОранЭЛ С.-З. ж. д.», в просторечии «Оранэла». Тогда и возникло это красивое имя. Оранэла имела несколько маршрутов (нумерация не соотносилась с городским трамваем): №1 до Путиловского завода, №3 – до Привала, наконец, в июле 1920 г. был открыт маршрут №4 до Стрельны (сначала до современного кольца №36, а с 1924 г. электросеть проложили до дворца А.Д. Львова). В свое последнее лето 1920 г. в Стрельну на трамвае ездил отдыхать Александр Блок.
Билет стоил 7 коп. за участок (до Стрельны их было пять). Прибыльная дорога практически сразу стала объектом спора между «железнодорожниками» и «городом». «Город» настаивал на том, что Оранэла – это по сути трамвай, и ее пути должны быть включены в городскую трамвайную сеть. Ведь пассажирам (в том числе рабочим, добиравшимся до Путиловского завода) приходилось делать пересадку у Нарвских ворот, а также дополнительно платить за проезд по Оранэле. «Железнодорожники» считали Оранэлу уникальным опытным участком для изучения возможностей электрического пригородного железнодорожного транспорта.
Прорабатывался компромиссный вариант, при котором участок Оранэлы от Автова до Стрельны через вновь прокладываемую соединительную ветвь «подключался» к Балтийском вокзалу и становился полноценной железнодорожной линией. Участок же от Нарвских ворот до Автово отходил бы в трамвайную сеть. В районе современной ст. м. «Кировский завод» планировалось создать «транспортно-пересадочный узел». Однако начавшиеся в 1928 году работы неожиданно были свернуты и через год Оранэла полностью перешла трамвайному управлению Ленкомотхоза. С 1 октября 1929 года Оранэла с Княжевским парком стала Стрельнинской линией ленинградского трамвая. В этом же месяце Княжевский парк переименовали в честь Ивана Ефимовича Котлякова бывшего рабочего Московского трамвайного парка, члена ВЦИК и ЦИК СССР.

### Война (1941—1945)
Петергофское шоссе и проходящая по нему Стрельнинская линия оказалась в самом пекле обороны Ленинграда. Немецко-фашистские войска уже 17 сентября 1941 года заняли Стрельну и Урицк — современный микрорайон между ст. Лигово и Петергофским шоссе. Немцы вышли к Финскому заливу и на ближние подступы к Ленинграду. Движение на Стрельнинской линии прекратилось 15 сентября, на ней «застряло» по разным данным до 30 вагонов.
Линия фронта прошла по реке Лиговке (Дудергофке) примерно там, где сегодня пролегает проспект Маршала Жукова. Участок Стрельнинской линии от «Привала» до Стрельны оказался под контролем немецких солдат, которые охотно позировали для фото на фоне расстрелянных трамваев. Трамвайные пути как и все шоссе оказались под непрерывным артобстрелом. Насыпи использовались как укрытия, рельсы и шпалы дли для фортификационных нужд. До сих пор мы не можем быть уверены, что найдены все останки наших воинов по обеим сторонам Петергофской дороги.
В районе Княжевской подстанции из трамвайного парка вывели трамваи, которыми перегородили Петергофское шоссе. В память об этом в 2007 году у въезда в трампарк установлен памятник Блокадному трамваю. За основу взят настоящий трамвай «МС-4»
Часть трамвайной линии, которая осталась за советскими войсками, продолжала использоваться по мере возможности. На небольших паровичках поезда с трамвайными вагонами и грузовыми платформами подвозили на передний край обороны бойцов, снаряды, увозили в город раненых. Эта суровая и неожиданная роль трамвая нашла отражение в стихах Веры Инбер, писавшей «Трамвай идет к заставе, трамвай идет на фронт».
15 апреля 1942 года после страшной блокадной зимы снова заработал Ленинградский трамвай, что было важным и символическим событием в осажденном городе. Среди пяти открытых маршрутов был и № 9: от 2-го Муринского проспекта до Нарвских ворот. В апреле 1943 года заработала трамвайная линия между Нарвскими воротами и Кировским заводом. В ходе операции «Январский гром» 18 января 1944 года была освобождена Стрельна, а вместе с ними израненные «пленные трамваи».
В декабре 1944 года трамваи начали ходить до Кировского кольца, в мае 1945 — до трамвайного парка им. И. Е. Котлякова.

### Возрождение и послевоенное развитие Стрельнинской линии (1945—1991)
В 1953 трамвайная линия до Стрельны была восстановлена. В 1959—1963 году линия перенесена с проспекта Стачек. С тех пор по ней проходит трамвайный маршрут № 36 (а также частично — другие маршруты). Были планы продления линии до Петродворца, Ломоносова и даже (через дамбу) до Кронштадта, для чего разрабатывались проекты специального скоростного трамвая.

### Современное состояние Стрельнинской линии (с 1991 года)
В 2006 г. в канун своего столетия Петербургский трамвай прошёл «нижнюю точку», трамвайная сеть сократилась до минимума. Закрыта пережившая войну линия на Турухтанные острова (до 1992 года по ней ходил маршрут №35, затем вплоть до закрытия сюда «завели» маршрут №36, позже конечной станет станция «Оборонная ул.). Ликвидирован маршрут №11, связывавший пл. Стачек с Васильевским островом, трамвайное кольцо у пл. Стачек и движение по Старо-Петергофскому проспекту до Обводного канала закрыто на длительный ремонт. В 2007-2010 году юго-западная часть трамвайной сети была оторвана от городской, не было движения между конечной станцией Оборонная ул. и пл. Репина.
Высказывалась даже идея разобрать самое старое из действующих трамвайных колец в городе, открытое в 1908 году. Трамваи (уже маршрута №16) придут на это кольцо только в 2013 году.
В 2007 г. в день Блокадного трамвая 15 апреля у Трамвайного парка был размещен закладной камень. Позже на этом месте появился и сам памятник Блокадному трамваю. За основу был взят подлинный вагон МС-4 №2465. Переживший блокаду, он был восстановлен реставраторами в мельчайших деталях. Впоследствии сквер у памятника был назван Ленинградским, а площадка перед памятником стала традиционным местом проведения митингов посвященных героической обороне Ленинграда и победе в Великой Отечественной войне.
В год 100-летия Петербургского трамвая на Стрельнинской линии с 9 апреля проводились испытания новейшего отечественного частично низкопольного двухсекционного трамвая ЛВС-2005 (вместимость 250 пассажиров), выпущенного Петербургским трамвайно-механическим заводом (ПТМЗ). Вагон-пионер, получивший номер 8334, совершил первый рейс под управлением водителя Романа Дубкова. По результатам испытаний вагон пошел в серийное производство.
Впоследствии эти вагоны, как и ЛМ-2008 поступили в Трамвайный парк №1. Это были последние модели, выпущенные Петербургским трамвайно-механическим заводом, начинавшим историю как ВАРЗ (Ленинградский вагоноремонтный завод). Легендарное предприятие было закрыто в 2013 году, проработав 94 года. Площадка завода отдана под жилую застройку.
В начале января 2015 г. на линию маршрута №16 вышли зарубежные трамваи Alstom Citadis 302 CIS (получившие также название «ТрамРус» или 71-801), которые в конце того же месяца были переданы в трамвайный парк №8 для маршрута №60. Годом ранее их закупили у испано-французской компании Alstom в количестве 4 единиц. Для их обслуживания было отведено имевшееся депо №3. Сегодня это единственные современные трамваи-иномарки в России.
С 2015 года начался капитальный ремонт Стрельнинской линии. Первым был отремонтирован участок от пр. Маршала Жукова до ул. Десантников. Ремонт проходил поэтапно до 2023 г. Заменялись рельсы и стрелки, деревянные шпалы сменяли бетонные. Устанавливались ограждения вдоль линии. Подлежали замене опоры контактной сети, многие из которых сохранялись с начала 1950-х годов. На остановках появились платформы для посадки в низкопольные трамваи. В сентябре 2020 г. силами 3-й дистанции пути было отремонтировано путевое хозяйство конечной станции «Стрельна». В апреле в здании бывшей Княжевской подстанции (пр. Стачек, 91) был основан частный Музей Оранэлы – Стрельнинской трамвайной линии. Музей основан С.Г. Баричевым при поддержке руководства клуба «Энергия» (гендиректора М.Ю. Жарова и главного инженера Ю.М. Козловского).
В сентябре 2019 года по маршруту №60 отправились современные отечественные трамваи «Витязь-М», которые производятся компанией «Транспортные системы» в Твери и Санкт-Петербурге. Маршрут №60 был удлинен от остановки «ул. Пограничника Гарькавого» до конечной остановки ЛЭМЗ и начал действовать в режиме «наземного метро» с интервалом движения в часы пик 3-5 мин, став одним из самых загруженных маршрутов в России. Одновременно был укорочен маршрут №41, теперь он соединял пл. Тургенева и конечную станцию «Северная верфь». В 2021 году в трампарк №8 поступили двухсекционные трамваи «Богатырь» и трехсекционные модели «Витязь-Ленинград» - первые в нашей стране трамваи с алюминиевым кузовом.
В 2023 году трамвайный парк №8 возглавил новый директор – Денис Васильевич Рогожников. В 2022 году он пришел на должность заместителя директора парка, а до этого работал на Куйбышевской ж.д. ОАО «РЖД».
По окончании капитального ремонта Стрельнинской линии стало возможным движение современных низкопольных трамвайных вагонов до конечной станции «пос. Стрельна». 8 марта 2023 на Стрельнинское кольцо впервые пришел современный отечественный трамвай «Богатырь». Спустя 10 дней «Богатыри» пошли по 52-му маршруту.
2024 год можно было бы по праву назвать «годом Оранэлы» для Петербургского трамвая. Руководством ГЭТа было принято решение создать первый в России брэндированный трамвайный маршрут на основе маршрута №36. Приказом директора ГЭТа Д.Ю. Минкина он получил официальное название «Маршрут №36 Оранэла». Был разработан логотип, дизайн вагона и трамвайных остановок на маршруте.
22 июня 2024 года в диспетчерской на конечной станции «Стрельна» при участии Музея Оранэлы был открыт «Фронтовой филиал» Экспозиционно-выставочного комплекса Горэлектротранса». Небольшая экспозиция целиком посвящена истории ленинградского трамвая в годы Великой Отечественной войны и его возрождения. Основу экспозиции составили экспонаты посвященные «командиру блокадного трамвая» М.Х. Сороке и главному инженеру трамвайного парка №8 в послевоенное время Л.Г. Питкянену.
С открытием «фронтового филиала» на постоянной основе (1 раз в неделю) начал действовать экскурсионный маршрут «Трамвайный парк №8 – пос. Стрельна» с посещением экспозиции. Для поездки используется реплика знаменитого вагона «Американка». Поездка в фронтовой филиал стала традиционным мероприятием для ветеранов в памятные дни.
1 февраля 2025 года изменилась в лучшую сторону судьба маршрута №41, обслуживаемого трамвайным парком №8. Он соединил конечную остановку «Северная верфь» с Сенной площадью, на которой имеется сходная стрелка. Повысилась привлекательность этого маршрута, поскольку он соединил юго-западную систему с центром города. Всего с одной пересадкой от Петербурга Достоевского теперь стало возможным добраться до морской Стрельны. Для движения будут использоваться двусторонние трамвайные вагоны ЛМ-68МЧ и ЛМ-99МЧ («модернизированный челнок»), которые в числе 12 единиц переведены в Котляковский парк из других трампарков. 

## Артефакты Оранэлы

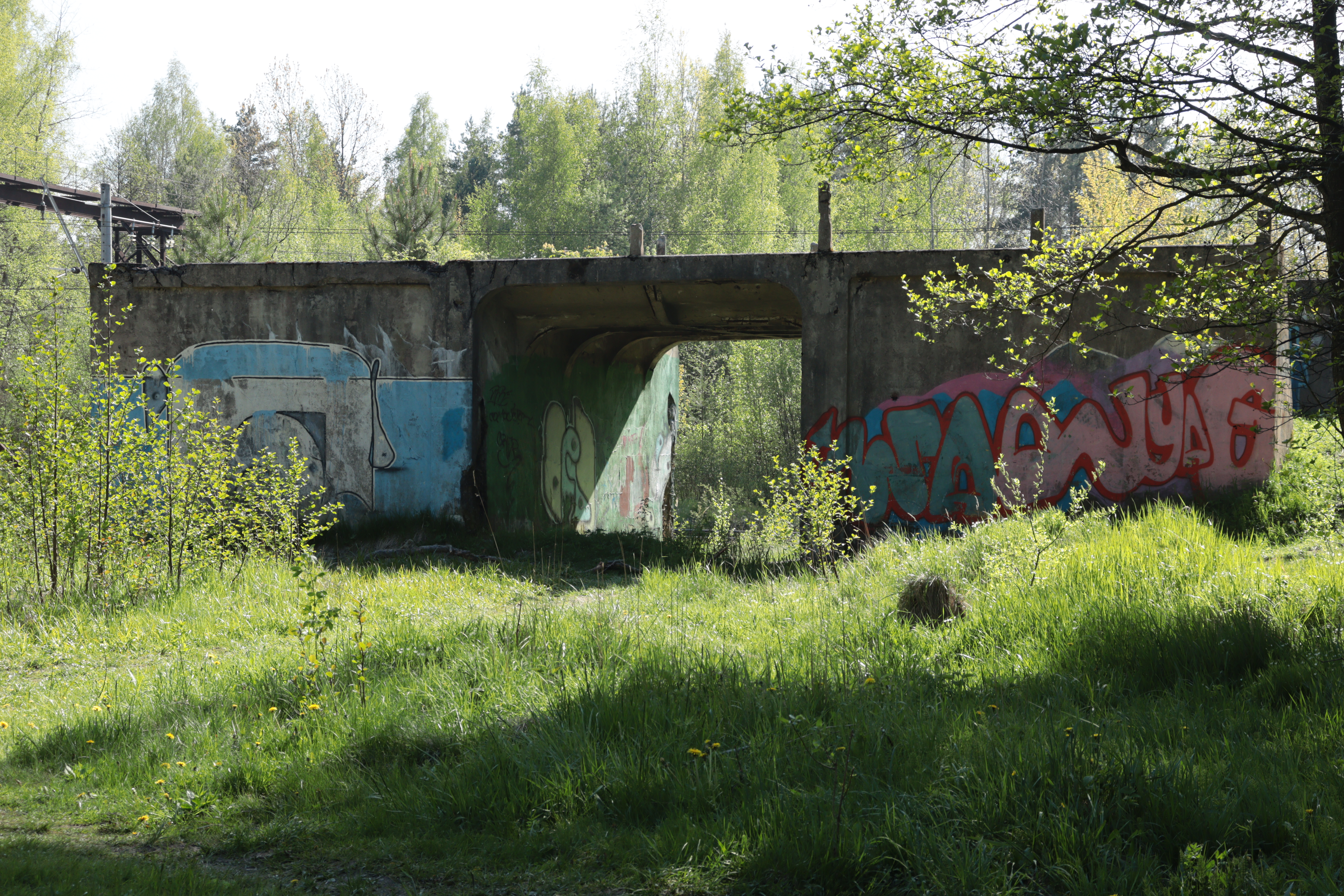
Один из разрушенных мостов Оранэлы около Мартышкина

До наших дней вдоль полуторакилометрового участка между железнодорожными платформами Университет и Мартышкино сохранились пять неразобранных разновеликих железобетонных мостов, один из которых до сих пор используется для автомобильного транспорта (улица Связи). Наиболее крупные из них упираются в земляные холмы искусственного происхождения, появившиеся здесь ещё раньше в начале 1860-х годов при прорытии ручным способом русла для прокладки железной дороги Санкт-Петербург — Ораниенбаум.
6 апреля 2019 года в здании Княжевской подстанции, где работает спортивно-досуговый центр, открыт небольшой бесплатный Музей Оранэлы.
В 2020 году была благоустроена и превращена в аллею часть насыпи Оранэлы возле Знаменки в Петергофе. В 2021 году предполагается аналогичным образом благоустроить остальную часть насыпи. В общей сложности аллея между Санкт-Петербургским шоссе и безымянным ручьем будет достигать длины около 1 км.

## Оранэла в литературе
- В книге «Республика ШКИД», которая во многом является документальной, по Оранэле шкидовцы отправляются летом на дачу в Стрельну. Важная деталь в повести: «У Нарвских ворот переменили моторный вагон с дугой на маленький пригородный вагончик с роликом. Места в этом вагончике всем не хватило, и часть ребят перелезла на платформы». Речь идёт о начале 1920-х годов, когда Ораниенбаумская линия действовала ещё отдельно от городской трамвайной сети и на ней использовался другой тип моторных вагонов. Сама дача шкидовцев, по всей видимости, находилась во Львовском дворце, так как трамвай по тексту остановился на «кольце», дача находилась рядом с ним, а до Великой Отечественной войны трамвайное кольцо Стрельнинской линии находилось за рекой Стрелкой, прямо перед Львовским дворцом.
- А. Блок весной и летом 1919—1920 г.г. часто, иногда ежедневно ездил на Оранэле в Стрельну. Последнюю поездку он, будучи тяжело больным, совершил всего за два месяца до своей смерти.

## Аналоги
Подобная ораниенбаумской линия была построена в те же годы от Удельной до 1-го Парголова с силовой подстанцией у Поклонной горы. Линия действовала как трамвайная, а в годы блокады использовалась (на паровой тяге) в связке с узкоколейками для доставки торфа на электростанции города. В 1982 году продлена до кольца на улице Жени Егоровой, существовавшее кольцо в 1-м Парголове было при этом разобрано. До настоящего времени значительная часть линии (вдоль Выборгского шоссе) существует в «железнодорожном» варианте — на отдельной насыпи.